# William Ramsay
Sir William Ramsay (2. října 1852, Glasgow – 23. července 1916, High Wycombe) byl skotský chemik. Roku 1904 dostal Nobelovu cenu za chemii za objev vzácných plynů, které izoloval ze zemské atmosféry.

## Život
Ramsay se narodil v Glasgow jako syn Williama Ramsaye a Catherine Robertsonové. Byl synovcem geologa Andrewa Ramsaye.
Začal studovat na Univerzitě v Glasgow pod vedením Thomasa Andersona, známého chemika zabývajícího se heterocyklickými sloučeninami. Později během studia pracoval v laboratoři známého analytika R. Tatlocka; ve studiích dále pokračoval v Heidelbergu, kde pracoval v laboratoři Roberta Bunsena, po roce přešel do Tübingenu, kde u profesora Rudolpha Fittiga pracoval na disertační práci „Orto-substituované kyseliny a jejich deriváty“; práci obhájil roku 1872.
Po obhajobě se vrátil do Glasgow jako asistent na Andersonově Univerzitě. Roku 1879 získal místo profesora chemie v Bristolu. Roku 1881 se oženil s Margaret Buchananovou. Téhož roku se stal rektorem Bristolské Univerzity; přitom dále pokračoval ve výzkumu plynů. Od roku 1887 byl profesorem anorganické a fyzikální chemie na londýnské University College; tam působil až do roku 1913, kdy ve věku 61 roku odešel do důchodu.
Zemřel 23. července 1916 v Buckinghamshire. Byl pohřben v tamějším kostele Hazelmere, kde byl od roku 1822 pochován William Herschel.

## Práce
Jeho hlavní objevy spadají do období činnosti na University College v Londýně.
Dne 19. dubna 1894 začal Ramsay navštěvovat přednášky Lorda Rayleigha. Rayleigh poukazoval na rozdíl mezi hustotou dusíku vyrobeného pomocí chemické reakce a dusíku izolovaného ze vzduchu odloučením jiných prvků. S Ramsayem se dohodli, že tuto anomálii budou společně zkoumat. Po určité době Ramsay Rayleigha informoval, že ze vzduchu izoloval doposud neznámý inertní prvek; pojmenoval jej argon. Téhož roku objevil i neon, krypton, xenon a hélium; čáry hélia byly již dříve pozorovány při spektrální analýze slunečního světla, avšak plyn samotný nebyl do té doby izolován. Zjistil také, že hélium vzniká při rozpadu radia.

## Dílo
- Systém anorganické chemie (A System of Inorganic Chemistry, 1891)
- Plyny v atmosféře, příběh jejich objevu (The gases of the atmosphere, the history of their discovery, 1896)
- Moderní chemie (Modern chemistry, 1900)
- Úvod do studia fyzikální chemie (Introduction to the study of physical chemistry, 1904)
- Prvky a elektrony (Elements and electrons, 1913)